# De dwerg
De dwerg (oorspronkelijke titel Dvärgen) is een dagboekroman van Pär Lagerkvist, verschenen in 1944. Het verhaal is een studie van het kwaad, en speelt zich af aan het hof van een machiavelliaanse vorst in het Italië van de Renaissance. De hoofdpersoon is een dwerg die een hekel heeft aan liefde, barmhartigheid, intellectualisme, en alles wat de mensen menselijk maakt. Hij kijkt op alle mensen neer (behalve zijn meester, de Vorst) en ziet zichzelf dan ook absoluut niet als een van hen; hij meent dat de dwergen tot een ander, hoger ras behoren. Hij beleeft alleen plezier aan pijn, dood, en vernietiging.

## Personages
De belangrijkere personages in het boek vertegenwoordigen ieder een eigenschap of streven van de mens.
- De dwerg - het kwaad, misantropie, afgunst.
- De vorst - macht, superioriteit, waardigheid, aanzien. De vorst is de enige persoon voor wie de dwerg respect en bewondering heeft. Hij ziet zichzelf als representant van de vorst, en kleedt zich ook precies zoals hem.
- De vorstin - liefde, lust, hartstocht. De vrouw van de vorst is een passioneel mens met vele minnaars. Vaak heeft zij weemoedige buien, en vraagt de dwerg dan om troost. De dwerg haat haar echter diep, en wil haar het liefst zien "branden in het vuur van de hel". Toch doet hij alles wat ze zegt en riskeert zelfs zijn leven voor haar. De liefde en het menselijke gedrag dat daarbij hoort intrigeren de dwerg namelijk wel.
- Angelica - puurheid, onschuld. Angelica is het kind van het vorstenpaar. In haar kindertijd moet de dwerg vaak dienstdoen als haar speelkameraadje. Maar haar kinderlijke speelsheid irriteert de dwerg zozeer, dat hij in een bui van razernij haar favoriete troeteldier, een jong katje, onthoofdt. Later weet de dwerg met list en intrige ook haar eerste liefde te bederven.
- Meester Bernardo - verlichting, wetenschap, kunst. Bernardo is een van de vele verlichtte figuren met wie de vorst zich graag omringt. Hij is gebaseerd op Leonardo da Vinci en houdt zich zeer fanatiek bezig met de mysteriën van het leven en het universum. De dwerg vindt dat allemaal ijdele, dwaze tijdverspilling.